# Масерија Гварнијери (Беневенто)
Масерија Гварнијери је насеље у Италији у округу Беневенто, региону Кампанија.
Према процени из 2011. у насељу је живело 13 становника. Насеље се налази на надморској висини од 67 м.